# 632
632 (DCXXXII) je bilo prestopno leto, ki se je po julijanskem koledarju začelo na sredo.

## Dogodki
- Ustanovitev Rašidunskega kalifata (ukinjen leta 661)

## Smrti
- 2. april - Haribert II., kralj Akvitanije  (* 607 ali 618)
- 8. junij - Mohamed, arabski prerok, začetnik islama (* okoli 570)
- Hilperik Akvitanski, frankovski kralj (* 630. leta)